# Hoshihananomia octopunctata
Hoshihananomia octopunctata är en skalbaggsart som först beskrevs av Fabricius 1775.  Hoshihananomia octopunctata ingår i släktet Hoshihananomia och familjen tornbaggar. Inga underarter finns listade i Catalogue of Life.